# Штипсько
Шти́псько (болг. Щипско) — село у Варненській області Болгарії. Входить до складу общини Вилчий Дол.

## Населення
За даними перепису населення 2011 року у селі проживали 210 осіб.
Національний склад населення села:
| Національність   | Кількість осіб | Відсоток |
| ---------------- | -------------- | -------- |
| болгари          | 200            | 97,1%    |
| турки            | 0              | 0%       |
| цигани           | 0              | 0%       |
| інша             | 6              | 2,9%     |
| не визначились   | 0              | 0%       |
| Всього відповіли | 206            |          |

Розподіл населення за віком у 2011 році:
Динаміка населення: